# Karl Eriksen
Karl Eriksen Galen, Carl den røde, død 16 maj 1334 var ærkebiskop i Lunds stift 1325-1334. Karl tilhørte slægten Galen, en stor adelsslægt i Skåne. Hans far var Erik Jensen og hans mor hed Inger. Han var domprovst og senere kannik i Lund og senere i Roskilde.
Ved Esger Juuls død i 1325 blev Karl Eriksen, som den bedste i domkapitlet, valgt til ærkebiskop. I oktober 1325 blev han viet til ærkebiskop af pave Johannes XXII i Avignon. Han deltog i forhandlingerne da kong Christoffer II blev afsat (1326) og erstattet af Valdemar III (der var under formynderskab af grev Gerhard af Holsten. Valdemar var tip-oldebarn af kong Abel (1250-1252) og hertug af Sønderjylland). I 1330 fik Christoffer II kongemagten tilbage bl.a ved hjælp fra halvbroderen Johan af Holsten Samtidig blev Skåne pantsat til Johan af Holsten. Skåne blev imidlertid bl.a. økonomisk udnyttet af holstenerne og gjorde oprør. Det fik ærkebiskop Karl  til sammen med en delegation af skånske stormænd at indlede forhandlinger med den norske og svenske konge Magnus Eriksson. I juni 1332 udnævntes Magnus Eriksson til konge for Skåne. Ved et forlig i november 1332, efter Christoffer IIs død, købte Magnus Eriksson det skånske pant af Johan af Holsten.
Karl Eriksen døde 1334 og han blev begravet i Lunds Domkirke.